# Chelonarium quadricolle
Chelonarium quadricolle là một loài bọ cánh cứng trong họ Chelonariidae. Loài này được bates miêu tả khoa học đầu tiên năm 1884.